# 実相寺 (福山市)
実相寺（じっそうじ）は、広島県福山市北吉津町にある日蓮宗の寺院。山号は法鏡山。旧本山は身延山久遠寺、親師法縁。境内には神辺城城門が移築されている。

## 歴史
寛永10年（1633年）妙了院日達の開山で上田勘解由直定を開基に創建。現在の本堂は寛文6年（1666年）移築されたもの。平成17年（2005年）福山城の石垣の一部が寄贈され移築された。

## 参考資料
- 日蓮宗寺院大鑑編集委員会『宗祖第七百遠忌記念出版 日蓮宗寺院大鑑』大本山池上本門寺 (1981年)
- 朝日新聞　2005年9月5日
- 山陽新聞 2005年6月8日
- 中国新聞 2005年6月15日